# Schlitterer See
Der Schlitterer See ist ein kleiner See im Tiroler Bezirk Schwaz im Gemeindegebiet von Schlitters. Die Wasserfläche betrug nach dem Ausbau zum Badesee 1999 ursprünglich 10.786 m². Im Frühjahr 2009 wurde die Wasserfläche ein wenig vergrößert.
Der See ist ein Grundwassersee mit natürlichem Zu- und Ablauf. Der Abfluss des Sees mündet in die Strasser Giessen, welche keine 200 Meter oberhalb des Zillers in den Inn fließt.

## Weblink
- Beschreibung des Sees auf der Seite des Architekten